# Treibende Kraft
Treibende Kraft er en tysk stumfilm fra 1921 af Zoltán Nagy.

## Medvirkende
- Fern Andra
- Erling Hanson
- Tronier Funder
- Lya De Putti
- Magda Madeleine
- Hermann Böttcher